# قاسيطة
قاسيطة بلدة صغيرة تقع في أعالي جبال الريف في شمال المغرب بإقليم الدريوش، عدد سكانها 2 675 نسمة (إحصاء 2014) وهي مركز جماعة تسفت القروية. وهي تابعة لقبيلة آيت توزين ولها تاريخ مميز. تقع قاسيطة في ملتقى الطرق المؤدية إلى كل من مدينة الناظور، الحسيمة وتازة. هنا يقف مجموعة من المسافرين للراحة ولتناول وجبة غذاء، هواء نقي وجبال شامخة تحيط بالمنطقة. تبعد قاسيطة عن مدينة الناظور بـ100 كم وعن الحسيمة بـ60 كم وعن تازة بـ100 كم. تقريبا جميع الحافلات تقف في قاسطة في طريقها إلى الرباط والدار البيضاء غربا والحسيمة وطنجة شمالا والناظور ووجدة شرقا. اقرب المطارات هناك مطار الناظور العروي الذي يبعد بـ80 كم ومطار الحسيمة الشريف الإدريسي الذي يبعد بـ50 كم. رغم أنها بلدة صغيرة إلا أن هناك عدد كبيرة من المتاجر والمقاهي ومطاعم. وبنوك أيضا، مخادع للهاتف، مركز شرطة، محطّتي وقود، مدارس، ثانوية، مساجد ومركز صحي محلي.

## الاسم
الاسم مشتق من كلمة casita بالاسبانية وتعني بيت صغير.